# Битка при Кремера
Битката при Кремера (Cremera) се състои на 13 юли 477 пр.н.е. между Римската република и етруския град Вейи при река Кремера на около 17 км. от Рим.
Участва целият род Фабии предвождани от Кезо Фабий Вибулан. През 477 пр.н.е. по време на битката целият род Фабии от 306 души е избит. Само едно момче, Квинт Фабий Вибулан, син на Марк Фабий Вибулан, остава живо, понеже е оставено в Рим. От оцелелия Квинт Фабий Вибулан е основана и династията на по-къснсите Фабии. Войната завършва с победа на вейите.

## Предистория
След мирно съжителство на Рим и Вейи, започва открита война между близките градове, прераснала в битка през 480 пр.н.е., в която римската армия е близо до поражение и е спасена от консула Кезо Фабий Вибулан. След тази битка вейинтите постоянно правят набези в територията на Рим, но винаги отстъпват при приближаването на римските легиони, като избягват директна битка.
Намесени в конфликт с еквите и волските, римляните трябва да водят битка на два фронта. Така през 479 пр.н.е. родът Фабии предлага да се справи с Вейи самостоятелно, докато римските легиони воюват с другите врагове. Ливий пише, че всички 306 възрастни (мъжете на възраст над 15 години) от Фабиите тръгнали на война, заедно с техните клиенти.
Фабиите построяват укрепление на р. Кремера, близо до Вейи, от което успяват да ограничат вейиските набези. Вейините влизат в открита битка в близост до римското укрепление, но са победени от Фабиите и от римска армия водена от консула Луций Емилий Мамерк, като са принудени след това да търсят сключване на мир.
По-късно мирът е нарушен от Вейи, които възобновяват набезите си, но многократно са побеждавани от Фабиите – които окуражени от успехите си, стават самоуверени и започват да атакуват и грабят територията на Вейи.

## Битка
В крайна сметка, Фабиите попадат в капан заложен от вейините. Мислейки, че врагът им е далече, римляните излизат от укреплението си да хванат стадо, като се разпръсват за да преследват животните. В този момент идват голям брой вейини и наобикалят Фабиите. Римляните се строяват във формация клин и пробиват обръча на враговете. Достигат до хълм, където успешно отбиват етруските атаки. Това продължава за известно време, докато вейинска военна формация не ги напада в тил.
Всички Фабии са изклани до крак, спасил се е само Квинт Фабий Вибулан, който по това време е твърде млад за да отиде на война.